# Bubesheimer Bach
Der Bubesheimer Bach, im Volksmund auch Drill genannt, ist ein linker Nebenfluss der Günz im schwäbischen Landkreis Günzburg. Über diese ist er ein indirekter rechter Nebenfluss der Donau. Das Gewässer III. Ordnung fließt von der Gemeinde Bibertal etwa 10 km in nordöstlicher Richtung bis Günzburg. Der Name Drill kommt aus dem Keltischen und lässt sich in etwa mit „schnell viele Biegungen machen“ übersetzen.

## Verlauf
Die offizielle Quelle des Bubesheimer Bachs befindet sich auf ca. 505 m ü. NN südlich von Emmenthal bzw. östlich von Anhofen (beide Gemeinde Bibertal). In dem genannten Gebiet entspringen auch einige weitere Bäche und Gräben, wie beispielsweise der Drillgraben, der seinen Ursprung nördlich von Anhofen hat, anschließend den Ort Schneckenhofen durchfließt und sich wenig später mit dem Bubesheimer Bach vereinigt. Aufgrund der synonymen Verwendung der Begriffe Drill und Bubesheimer Bach ist eine genaue Zuordnung der Quelle daher nicht zweifelsfrei festzustellen. Nachdem der Bach eine Vielzahl an Gräben aufgenommen hat, die alle die Hochfläche zwischen Rieden, Anhofen und Kissendorf entwässern, unterquert er die St 2020, die A 8 und durchfließt die namensgebende Ortschaft Bubesheim. Nördlich davon speist er zunächst einige Fischweiher, nach dem Passieren der Gemarkungsgrenze zu Günzburg schließt sich der einzig naturbelassene, nicht begradigte Teil an (Siehe auch: Hochwasser). Nach dem Unterqueren der Bahnlinie Günzburg-Mindelheim mündet er nach einer Strecke von 9,91 km und einem Höhenunterschied von ca. 60 m auf ca. 445 m ü. NN in die Günz. Dabei fließt der Bach unmittelbar vor der Mündung unter dem künstlich angelegten und höhergelegenen Mühlkanal der Butzengünz hindurch.

## Hochwasser
In  Günzburg nahm der Bubesheimer Bach ursprünglich einen anderen Weg: von Westen her kommend, bog der Verlauf nach Norden ab und floss entlang der heutigen Weißenhorner und Ulmer Straße bis hin zum Pfarrhofplatz, um erst dort im Anschluss in die Günz zu münden. Daher war das Gewässer schon im damals direkt angrenzenden römischen Kastell Gontia (Günzburg) für seine schlagartig einsetzenden Hochwässer gefürchtet. Neben der Günzburger Unterstadt war und ist vor allem Bubesheim der Ort, der in der Regel die größten Überschwemmungen meistern musste. Deshalb führte im Jahre 1910 die „Genossenschaft zur Korrektion des Bubesheimer Bachs“ umfangreiche Begradigungen durch, 1927 kam es abermals zu korrigierenden Eingriffen am Bachlauf. Jedoch konnten diese dem Starkregen, der am 5. Juli 1963 bei Schneckenhofen niederging, nichts entgegensetzen. Die Flut setzte den gesamten unteren Teil des Dorfes unter Wasser.
Nach weiteren, weitaus weniger starken Überflutungen (z. B. 2009) wurde 2010 im gesamten Dorfgebiet Hochwasserschutzmaßnahmen durchgeführt. So ist das Bachbett von Sträuchern befreit und verbreitert worden, große Pappeln an der Böschung gefällt und somit auch die Durchflussgeschwindigkeit erhöht worden. Im Moment wird über ein mögliches Rückhaltebecken, bzw. eine Flutungsfläche südlich der Autobahn nachgedacht.